# Kecamatan Punggur
Kecamatan Punggur är ett distrikt i Indonesien.   Det ligger i provinsen Lampung, i den västra delen av landet, 220 km nordväst om huvudstaden Jakarta.